# Nusrat Fateh Ali Khan
  Nusrat Fateh Ali Khan    (Faisalabad, 13 d'octubre de 1948 - Londres, 16 d'agost de 1997) (en urdú:نصرت فتح علی خان', en panjabi:ਨੁਸਰਤ ਫਤਹਿ ਅਲੀ ਖ਼ਾਨ) va ser un músic pakistanès que va aconseguir una projecció internacional en les dècades de 1980 i 1990 a través de col·laboracions amb Michael Brook i Eddie Vedder. Era mestre de qawwali, un estil musical sufi.
Va ser en la revista Time el 2006 en la llista d'"Herois d'Àsia". Considerat un dels principals cantants que van gravar, tenia una amplitud vocal de sis octaves i aconseguia cantar amb fortíssima intensitat durant diverses hores.
Tradicionalment, l'estil qawwali és un negoci familiar. La família de Nusrat (originària de l'Afganistan) té una tradició de cantar qawwali durant els últims 600 anys. Entre altres títols honorífics, Nusrat era anomemat "Shahenshah-i-Qawwali", que significa "emperador del qawwali".
Nusrat va ser el responsable de l'evolució moderna del qawwali. Encara que certament no va ser el primer a fer-ho, va popularitzar la inserció del cantar khyal en qawwali, és a dir, sòls improvisats durant la música, on canta sargam - el nom de la nota cantat a la seva pròpia altura. Nusrat Fateh Ali Khan també va intentar fer una barreja de música qawwali amb influències més occidentals, com la música techno o trip hop.
Els seus registres discogràfics revelen el seu sincretisme amb diversos gèneres i artistes, entre ells Peter Gabriel. També va gravar les bandes sonores de les pel·lícules Nascuts per matar, Last Temptation of Christ i  Pena de mort.
Va morir a Londres l'agost de 1997, víctima de complicació cardíaca, probablement a causa de la seva obesitat mòrbida.

## Discografia
- Dub Qawwali per Gaudi amb Nusrat Fateh Ali Khan (2007 - Six Degrees Records)
- Mustt Mustt / Last Prophet amb David Bottrill, Michael Brook, Darryl Johnson, Peter Gabriel, Farrukh Fateh Ali Khan, James Pinker, Guo Yue, Robert Ahwai, Dildar Hussain (2004)
- Back to Quawwali (2003)
- Body and Soul (2002)
- Star Rise: Remixes (1998) amb Michael Brook
- Night Song (1996) amb Michael Brook
- Pakistan: Vocal Art of Sufis, Vol. 1 & Vol. 2 (1994)
- Devotional and Love Songs (1993) - Nusrat Fateh Ali Khan & Party
- Shahbaaz (1991 - CDRW16 a Real World Records)
- Mustt Mustt (1990 - CDRW15 a Real World Records)
- Live in India amb Farrukh Fateh Ali Khan, Rahmat Ali, Muhajid Mubarak Ali, Dildar Khan, Asad AliKhan, Gulham Fareed, Rahat Ali, Khalid Mehmood, Ilyas Hussein